# علم العظام

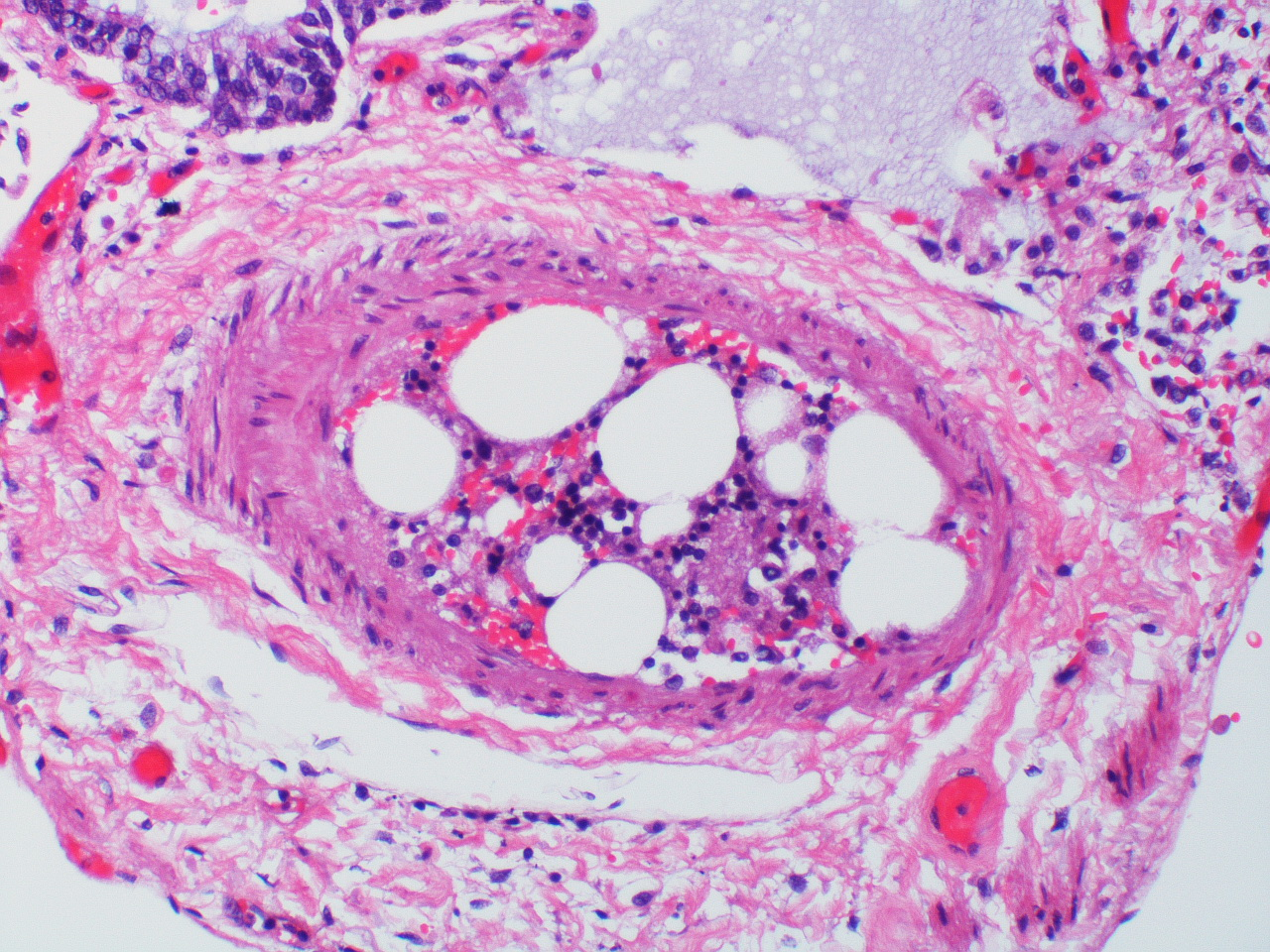
نخاع العظم

علم العظام (بالإنجليزية: Osteology)‏ يختص بدراسة بنيتها، خصوصا العناصر الهيكلية والأسنان وتشكلها الدقيق وتكونها ووظائفها وأمراضها وخواصها المادية (مثلا ممانعتها وصلادتها) ويندرج ضمن علوم التشريح والبشر والآثار. ويمكن لعلماء العظام تحديد تفاصيل بقايا الفقاريات، من قبيل العمر وطريقة الوفاة والجنس، والنمو، والتطور، وهي معلومات مفيدة في سياق تحديد الثقافة.